# Choloepus didactylus
El perezoso de dos dedos de Linnaeus (Choloepus didactylus) es una especie de mamífero placentario propia de Nicaragua, Costa Rica, Colombia, Ecuador, Perú, Brasil, Venezuela, Guyana, Surinam y Guayana Francesa.

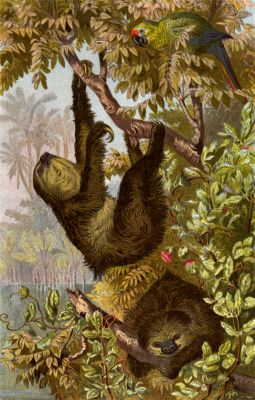
Perezosos de dos dedos de Linnaeus de arte de pintura.

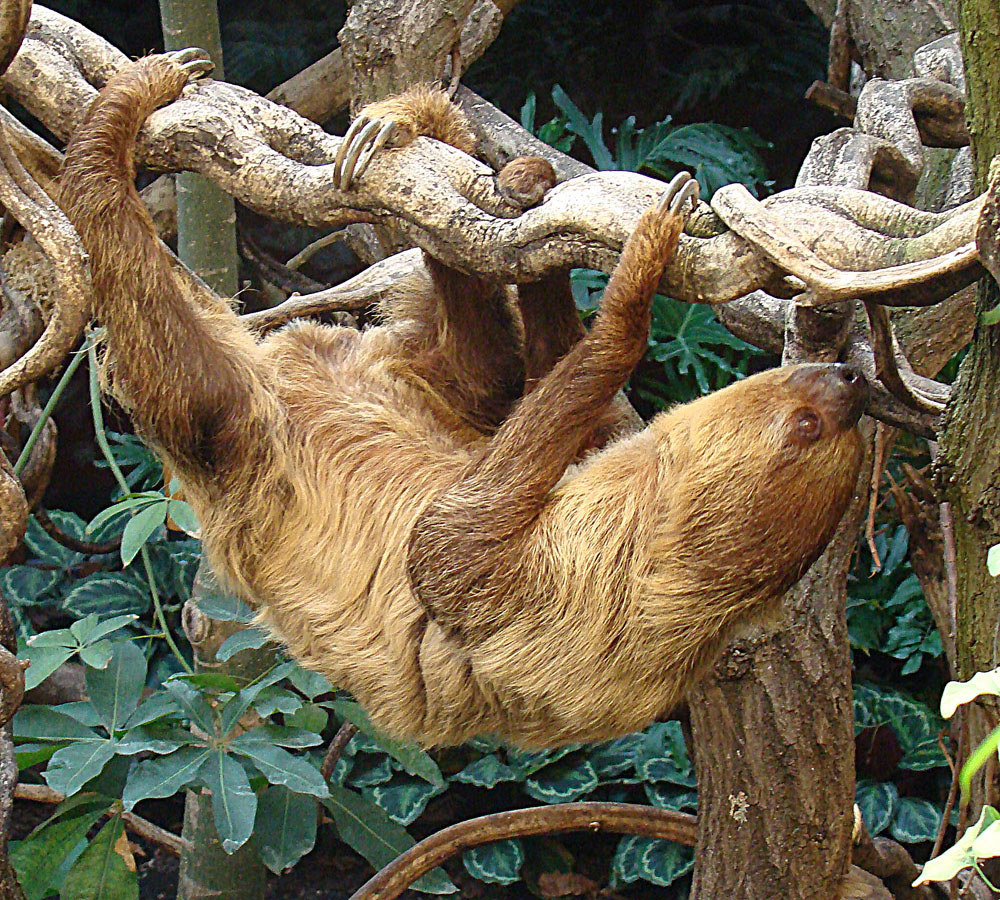

## Morfología
Choloepus didactylus es más grande que el perezoso tridáctilo. Posee el pelo más largo, ojos más grandes, y sus patas traseras y delanteras son menos desproporcionadas en tamaño. Su cola, sin embargo, es más corta. Su dentición es relativamente escasa.

## Costumbres
Es solitario, diurno y arbóreo y habita principalmente en la selva amazónica. Es capaz de nadar y vadear ríos. Sus enemigos principales son los humanos y aves de presa grandes como Harpia harpyja y Morphnus guianensis, y felinos como el ocelote. En algunos casos raros poseen en su piel el parásito de la Leishmaniasis, conocido como "uta"